# Кайфын

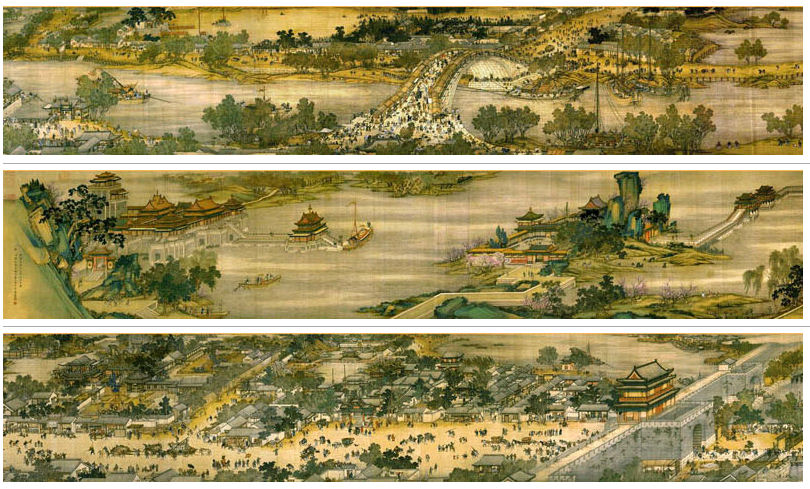
Чжан Цзэдуань. «По реке в День поминовения усопших» (копия XVIII в.) изображает повседневную жизнь Кайфына в XII веке.

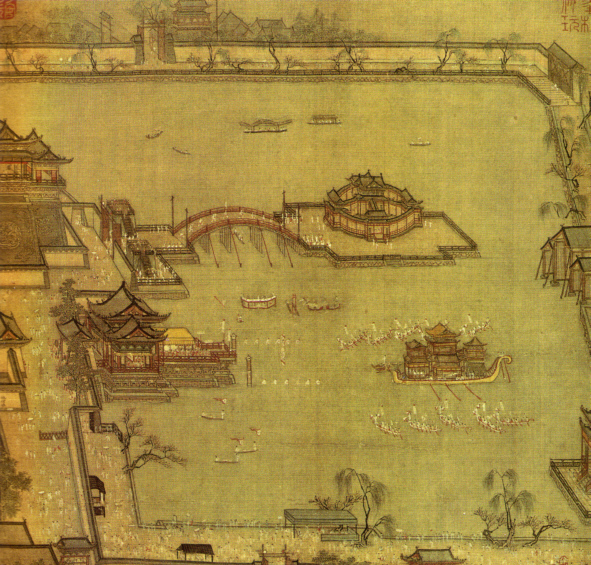
Картина «Игры в Цзинминском пруду», Чжан Цзэжуй, конец XI — начало XII веков.

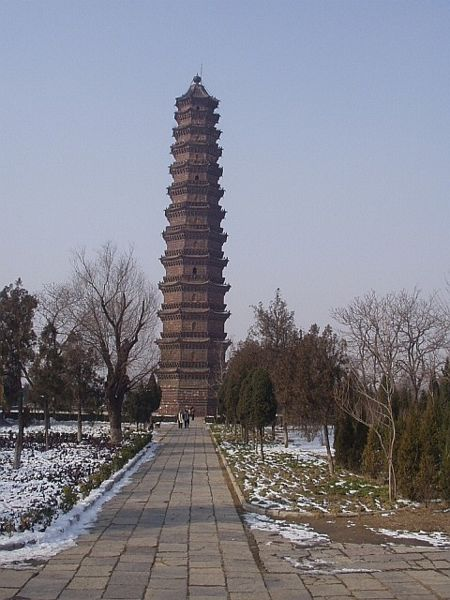
Железная пагода зимой.

Кайфы́н (Кайфэн; кит. трад. 開封, упр. 开封, пиньинь Kāifēng), ранее также Бяньлян (кит. трад. 汴樑, упр. 汴梁, пиньинь Biànliáng), Бяньцзин (кит. упр. 汴京, пиньинь Biànjīng), Далян (кит. трад. 大樑, упр. 大梁, пиньинь Dàliáng), также сокращённо Лян (кит. трад. 樑, упр. 梁, пиньинь Liáng) — городской округ в провинции Хэнань КНР. Столица Китая во время империи Сун, 960—1127 годы.

## История
В эпоху Вёсен и Осеней чжэнский Чжуан-гун выстроил в этих местах крепость для охраны армейских складов, получившую название Цифэн (启封). Когда на трон империи Хань вступил император Цзин-ди, чьим личным именем было Лю Ци, то из-за практики табу на имена, дабы избежать употребления табуированного иероглифа «ци», Цифэн был переименован в Кайфэн.
В 364 до н. э. царство Вэй выстроило в этих местах свою новую столицу, получившую название Далян. В это время вокруг города было построено большое количество ирригационных каналов, которые соединялись с бассейном Хуанхэ. Когда в 225 до н. э. государство Вэй было завоёвано царством Цинь, город был разрушен и покинут, а в этих местах был образован уезд Цзюньи (浚仪县), подчинённый округу Саньчуань (三川郡). При империи Хань в 122 году до н. э. эти места были подчинены округу Чэньлю (陈留郡).
При империи Восточная Вэй в 534 году из округа Чэньлю был выделен округ Кайфэн (开封郡); тогда же была учреждена область Лянчжоу (梁州), которой были подчинены округа Чэньлю, Кайфэн и Янся. При империи Северная Чжоу область Лянчжоу была переименована в Бяньчжоу (по реке Бяньшуй). При империи Суй эти места были связаны с Великим Китайским каналом (частью которого стала река Бяньшуй), который обеспечивал сообщение и доставку продовольствия с запада провинции Шаньдун. При империи Тан в 781 году императорский родственник Ли Мянь был назначен бяньчжоуским цзедуши, и значительно укрепил административный центр области. Когда в 784 году генерал Ли Силе восстал против танской власти и объявил себя императором государства Чу, то он сделал Бянь (возвратив ему название Далян) своей столицей (два года спустя он был отравлен, и мятеж стих).
В Период пяти династий Бянь был столицей государств Поздняя Цзинь (936—947), Поздняя Хань (947—950) и Поздняя Чжоу (951—960). Во время империи Сун (после 960 года) Бянь вновь стал столицей и стал расти. Как сунская столица город значительно укрепился, население достигло 400 000 человек, по обе стороны от городской стены. Город страдал от эпидемий тифа. В XI веке город вырос и сосредоточил в себе торговлю и промышленность страны, здесь пересекались четыре основных канала. Теперь город окружали три кольца стен, население оценивают в 600—700 тысяч человек. По некоторым оценкам Кайфэн с 1013 по 1127 годы был самым большим городом в мире. В 1127 году чжурчжэни смогли завоевать город и сделали его столицей марионеточного государства Чу, вскоре ликвидированного. Хотя при чжурчжэньской империи Цзинь город сохранял важное значение, только центр за внутренней стеной остался заселённым, остальные части города были покинуты. С 1157 (по другим источникам с 1161) года Кайфэн стал южной столицей чжурчжэней, город был перестроен. До 1214 года главная столица оставалась на севере, но в 1214 году двор был перенесён в Кайфэн во время монгольского нашествия. В 1234 году под давлением монголов и сунских войск город пал, монголы заняли Кайфэн, а к 1279 году они покорили все китайские земли. В 1288 году был образован Бяньлянский регион (汴梁路).
После основания империи Мин в 1368 году император Чжу Юаньчжан лично прибыл в эти места, и переименовал Бяньлян в Кайфэн; здесь разместились власти Кайфэнской управы (开封府), в которую был преобразован Бяньлянский регион. Когда в 1379 году столицей страны стал Пекин, то император сделал своего пятого сына Чжу Су «Чжоуским князем» с Кайфэном в качестве резиденции; тогда же в Кайфэне разместились власти провинции Хэнань. В 1642 году город затопило водами Хуанхэ, когда минская армия открыла дамбы, чтобы предотвратить наступление войск Ли Цзычэна. После наводнения город снова был покинут.
Во время империи Цин император Канси в 1662 году восстановил город, вновь была учреждена Кайфэнская управа, Кайфэн опять стал местом пребывания властей провинции Хэнань. В 1841 году город был разрушен ещё одним наводнением и восстановлен в 1843 году. Современный город сформировался после этого строительства.
После Синьхайской революции в Китае была проведена реформа структуры административного деления, и управы были упразднены. В 1914 году появился уезд Кайфэн (开封县), а в 1929 году его урбанизированная часть была выделена в город Кайфэн. В 1938 году во время японо-китайской войны город был взят японскими войсками; гоминьдановские власти бежали на запад, а японцы создали подконтрольные им марионеточные власти провинции Хэнань и сделали Кайфэн их резиденцией.
В ходе гражданской войны Кайфэн был взят войсками коммунистов в конце 1948 года; был образован Особый город Кайфэн (开封特别市), а уезды сельской местности вошли в состав Специального района Чэньлю (陈留专区). В ноябре 1949 года часть уезда Кайфэн была выделена в Пригородный район Кайфэна. В 1952 году Специальный район Чэньлю был присоединён к Специальному району Чжэнчжоу. В 1954 году власти провинции Хэнань переехали из Кайфэна в Чжэнчжоу; уезды Ланьфэн и Каочэн были объединены в уезд Ланькао. В 1955 году власти Специального района Чжэнчжоу переехали в Кайфэн и Специальный район Чжэнчжоу был переименован в Специальный район Кайфэн (开封专区). В 1958 году Кайфэн был понижен в статусе и стал подчиняться властям Специального района, а уезд Чэньлю был присоединён к уезду Кайфэн. В 1962 году Кайфэн вновь стал городом провинциального подчинения. В 1970 году Специальный район Кайфэн был переименован в Округ Кайфэн (开封地区). В 1983 году Округ Кайфэн был расформирован, а входившие в его состав уезды Цисянь, Тунсюй, Вэйши, Кайфэн и Ланькао переведены в подчинение властям города Кайфэн.
В 2005 году Пригородный район Кайфэна был переименован в район Цзиньмин (金明区).
В 2014 году район Цзиньмин был присоединён к району Лунтин, а уезд Кайфэн преобразован в район Сянфу; уезд Ланькао был выведен из состава Кайфэна и перешёл в прямое подчинение властям провинции Хэнань.

## Промышленность
Развиты химическая, машиностроительная, хлопчатобумажная, пищевая промышленности.

## Административно-территориальное деление
Городской округ Кайфэн делится на 5 районов, 3 уезда:
| Карта                                                  | Карта                 | Карта      | Карта           | Карта            | Карта         | Карта |
| ------------------------------------------------------ | --------------------- | ---------- | --------------- | ---------------- | ------------- | ----- |
| Лунтин Шуньхэ Гулоу Юйвантай Сянфу Цисянь Тунсюй Вэйши |                       |            |                 |                  |               |       |
| Статус                                                 | Название              | Иероглифы  | Пиньинь         | Население (2010) | Площадь (км²) |       |
| Район                                                  | Лунтин                | 龙亭区     | Lóngtíng qū     | 120 000          | 345           |       |
| Шуньхэ-Хуэйский район                                  | Шуньхэ-Хуэйский район | 顺河回族区 | Shùnhé Huízú qū | 250 000          | 88            |       |
| Район                                                  | Гулоу                 | 鼓楼区     | Gǔlóu qū        | 160 000          | 58            |       |
| Район                                                  | Юйвантай              | 禹王台区   | Yǔwángtái qū    | 140 000          | 56            |       |
| Район                                                  | Сянфу                 | 祥符区     | Xiángfú qū      | 780 000          | 1302          |       |
| Уезд                                                   | Цисянь                | 杞县       | Qǐ xiàn         | 1 180 000        | 1258          |       |
| Уезд                                                   | Тунсюй                | 通许县     | Tōngxǔ xiàn     | 670 000          | 767           |       |
| Уезд                                                   | Вэйши                 | 尉氏县     | Wèishì xiàn     | 980 000          | 1257          |       |

## Достопримечательности
- Дайсянго-сы (大相国寺) — знаменитый буддийский храм 555 года.
- Храм предков Баогун (包公祠) — построен в память выдающихся чиновников династии Сун.
- Железная пагода (кит. 鐵塔; Тэта, 1041—1044).